# Qianxi, Bijie
Qianxi, tidigare stavat Kiensi, är ett härad som lyder under Bijies stad på prefekturnivå i Guizhou-provinsen i sydvästra Kina.